# Poecilosomella spinipes
Poecilosomella spinipes är en tvåvingeart som beskrevs av Papp 2002. Poecilosomella spinipes ingår i släktet Poecilosomella och familjen hoppflugor. Inga underarter finns listade i Catalogue of Life.